# Krwiożercze klauny z kosmosu
Krwiożercze klauny z kosmosu, Mordercze klowny z kosmosu (ang. Killer Klowns from Outer Space) – amerykański horror komediowy z 1988 roku w reżyserii Stephena Chiodo, napisany i wyprodukowany przez niego i jego dwóch braci.

## Fabuła
W pewnym niewielkim miasteczku na amerykańskiej prowincji pojawia się dziwny obiekt, wyglądający z daleka jak namiot cyrkowy. Okazuje się on być statkiem kosmicznym należącym do rasy przybyszów z innej planety, których wygląd przypomina klaunów. Wkrótce kosmici zaczynają siać postrach i spustoszenie wśród mieszkańców, co miejscowa policja przyjmuje początkowo z kpiącym niedowierzaniem. Klauny za pomocą miotaczy wyglądających jak pistolety-zabawki owijają ludzi watą cukrową tworząc coś na kształt kokonów. Tak spreparowane ofiary zaciągają na swój statek z zamiarem późniejszego wykorzystania jako pokarm.

## Obsada
- Grant Cramer – Mike Tobacco
- Suzanne Snyder – Debbie Stone
- John Allen Nelson – Dave Hanson
- John Vernon – Curtis Mooney
- Michael Siegel – Rich Terenzi
- Peter Licassi – Paul Terenzi
- Royal Dano – farmer Gene Green
- Christopher Titus – Bob McReed
- Irene Michaels – Stacey
- Karla Sue Krull – Tracy
- Charles Chiodo – Klownzilla